# Resolution 2361 zu Covid-19-Impfungen: ethische, legale und praktische Betrachtungen
Die Resolution 2361 zu Covid-19-Impfungen: ethische, legale und praktische Betrachtungen (engl. Resolution 2361 (2021) Covid-19 vaccines: ethical, legal and practical considerations) wurde am 27. Januar 2021 in Straßburg von der parlamentarischen Versammlung des Europarats (PACE) verabschiedet.

## Inhalt und Ziel
Die Resolution 2361 beschäftigt sich mit der COVID-19-Pandemie, ihren Auswirkungen und ihrer Bekämpfung weltweit und speziell in Europa. Dabei widmet sie sich besonders der Durchführung der COVID-19-Impfung in Europa. Als Autorin der Resolution wurde Jennifer de Temmerman genannt.
Die Resolution 2361 ist in 8 Punkte unterteilt:
- Punkt 1 charakterisiert COVID-19 als schwere Krankheit, die viele Krankheits- und Todesfälle verursacht hat. Durch sie sind erhebliche wirtschaftliche Schäden entstanden wie Arbeitslosigkeit und Armut.
- Punkt 2 mahnt zur raschen Verteilung von sicheren und wirksamen Impfstoffen in die ganze Welt. Sie sollen die Pandemie eindämmen, die Gesundheitssysteme schützen, Leben retten und die Wirtschaft wiederbeleben. Es wird gewürdigt, dass Maßnahmen wie Maskentragen, Händewaschen, Shutdowns und Lockdowns geholfen haben, die Ausbreitung des Virus zu verlangsamen. Es wird davor gewarnt, dass eine zunehmende Pandemiemüdigkeit zu schlimmeren Infektionswellen führen könnte.
- Punkt 3 warnt davor, dass auch eine schnell verbreitete sichere und wirksame Impfung kein Allheilmittel ist. Besonders in der kalten Jahreszeit stattfindende Zusammenkünfte in geschlossenen Räumen würden immer wieder zu steigenden Infektionszahlen, Hospitalisierungen und Toten führen, so dass eine Rückkehr zum „normalen Leben“ nicht so schnell zu erwarten sei.
- Punkt 4 konstatiert, dass für die Wirksamkeit der Impfung eine erfolgreiche Verteilung und eine hinreichende Annahme wesentlich ist. Es wird jedoch davor gewarnt, dass diese schnelle Verteilung bei den Menschen ein Misstrauen hervorrufen wird, welches schwer zu bekämpfen sein wird. Für die Wirksamkeit der Impfung ist eine gleichmäßige weltweite Verteilung wichtig, weil sonst die Gefahr der Entstehung von Mutationen und der Neuinfektionen durch den Reiseverkehr besteht. Deshalb werden alle Länder aufgerufen, bei der Verteilung der Impfstoffe zu kooperieren.
- Punkt 5 ruft nochmal eindringlich zur internationalen Kooperation bei der Forschung, Entwicklung, Produktion und Verteilung der Impfstoffe auf. Die Rolle von COVAX (= Covid-19 Vaccines Global Access) in Zusammenarbeit mit der Weltgesundheitsorganisation (WHO), der Globale Allianz für Impfstoffe und Immunisierung (Gavi) und der Coalition for Epidemic Preparedness Innovations (CEPI) wird betont.
- Punkt 6 erläutert Strategien zur Verteilung der Impfstoffe. Es wird vorgeschlagen, dass, solange nur wenig Impfstoff vorhanden ist, die über 65-jährigen, die Menschen mit gesundheitlichen Risiken, die Beschäftigten im Gesundheitswesen, die Arbeitenden, die mit Risiko-Personen zu tun haben, und die Beschäftigten in wichtigen Bereichen der Infrastruktur priorisiert werden. Es wird weiter darauf aufmerksam gemacht, dass Schwangere, Kinder und stillende Mütter für die es jetzt noch keine zugelassenen Impfstoffe gibt, nicht vergessen werden sollten.
- Punkt 7: Siehe unten ausführlich.
- Punkt 8 fordert entsprechend der Resolution 2337 von 2020 Demokratien im Angesicht der Covid-19-Pandemie,[2][3] dass entsprechend den demokratischen Grundsätzen die Parlamente die wesentliche Verfügungsgewalt bei allen die Covid-19-Pandemie betreffenden Maßnahmen und ihrer Überwachung haben sollten.[1][4]

### Punkt 7
Während in den Punkten 1 bis 6 und in Punkt 8 nur kurz und knapp das jeweilige Anliegen umrissen wird, geht Punkt 7 detailliert auf viele Aspekte bei der praktischen Durchführung der Impfung gegen Covid-19 ein. Dazu ist Punkt 7 in fünf Unterpunkte 7.1 bis 7.5 unterteilt, die ihrerseits jeweils wiederum in vier bis sieben Unterpunkte gegliedert sind.

#### Punkt 7.1
Punkt 7.1 behandelt die Entwicklung von Impfstoffen gegen Covid-19.
- In Punkt 7.1.1 wird auf die Wahrung der Menschenrechte und der Würde des Menschen in Zusammenhang mit Biologie, Medizin und Biomedizin hingewiesen entsprechend den Konventionen ETS No. 164, Oviedo Convention[5][6] und CETS No. 195.[7][8]
- In Punkt 7.1.2 werden die Staaten aufgefordert zu sichern, dass die Verantwortlichen für die Zulassung der Impfstoffe unabhängig von politischem Druck arbeiten können.
- Punkt 7.1.3 fordert dazu auf, dass bei den Impfstoffen minimale Sicherheits-, Wirksamkeits- und Qualitätsstandards eingehalten werden.
- Punkt 7.1.4 fordert die Schaffung wirksamer Systeme zur weiteren Überwachung der Impfstoffe, ihrer Sicherheit und ihrer Langzeiteffekte.
- Punkt 7.1.5 fordert die Schaffung von Entschädigungsprogrammen zur Vergütung und Wiedergutmachung von Impfschäden.
- In Punkt 7.1.6 werden die Staaten zur Aufmerksamkeit aufgerufen, dass die Impfempfehlungen nicht dazu führen dürfen, dass sich Pharmafirmen und ihre Vertreter durch Insidergeschäfte auf Kosten der Allgemeinheit bereichern. Dabei wird hingewiesen auf die Resolution 2071 von 2015 Die öffentliche Gesundheit und die Interessen der Pharmaindustrie: Wie kann der Vorrang der Interessen der öffentlichen Gesundheit gewährleistet werden?[9][10].
- Punkt 7.1.7 regt an, die Hindernisse und Einschränkungen durch Patente und Urheberrecht zu überwinden, um allen Ländern und Menschen den Zugang zur Impfung zu ermöglichen.

#### Punkt 7.2
Punkt 7.2 behandelt die Verteilung und Verfügbarkeit der Covid-19-Impfstoffe.
- Punkt 7.2.1 mahnt entsprechend zu Artikel 3 des Übereinkommens über Menschenrechte und Biomedizin (Oviedo-Konvention, ETS 164)[11] Covid-19-Impfstoffe allen Menschen gleichermaßen zugänglich zu machen, unabhängig von Geschlecht, Rasse, Religion, sozialem und legalem Status, Wohnort, Vermögensstand usw.
- Punkt 7.2.2 fordert die Staaten auf, Strategien zu entwickeln, die die gleichmäßige Verteilung der Impfstoffe gewährleisten. Diese Strategien sollen den Ratschlägen der WHO und der nationalen und internationalen Bioethikkommissionen folgen.
- Punkt 7.2.3 dringt darauf bei Impfstoffmangel die gleichberechtigte Verteilung innerhalb der priorisierten Gruppen zu sichern. Bei Impfstoffmangel sollten die verletzlichsten Menschen und ihre Kontaktpersonen sowie die Beschäftigten in wichtigen öffentlichen Diensten, im Verkehr, Polizei, Schulen und Einzelhandel bevorzugt geimpft werden.
- Punkt 7.2.4 fordert den gleichen Zugang zu Covid-19-Impfstoffen für alle Länder und die Unterstützung der dazu gegründeten Initiativen Access to COVID-19 Tools (ACT) Accelerator und COVAX.
- Punkt 7.2.5 mahnt die Länder, keine Vorräte an Covid-19-Impfstoffen anzulegen und sie so zu verknappen und ihre Preise in die Höhe zu treiben. Die Verteilung der Covid-19-Impfstoffe soll so schnell wie möglich und zu den niedrigst möglichen Kosten geschehen und nicht nach den Mechanismen des Marktes.
- Punkt 7.2.6 dringt darauf zu sichern, dass jedes Land in der Lage ist, zuerst seine Beschäftigten im Gesundheitswesen und seine gefährdeten Personen zu impfen, bevor die Impfung auf die Allgemeinheit ausgedehnt wird. Die Länder sollten untereinander Impfstoffe spenden, damit dies erfüllt wird.
- Punkt 7.2.7 fordert, dass alle, die es wünschen, Zugriff haben auf Covid-19-Impfstoffe, deren Sicherheit und Wirksamkeit bewiesen ist, indem, wo erforderlich, Lizenzgebühren gezahlt werden.

#### Punkt 7.3
Punkt 7.3 behandelt die Erreichung einer möglichst guten Verbreitung der Impfung unter der Bevölkerung.
- Punkt 7.3.1 dringt darauf, alle Bürger darüber zu informieren, dass die Impfung keine Pflicht ist. Niemand soll durch politischen, sozialen oder sonstigen Druck zu einer Impfung genötigt werden.
- Punkt 7.3.2 fordert, dass Ungeimpfte nicht diskriminiert werden.
- Punkt 7.3.3 mahnt, wirksame Maßnahmen zu ergreifen gegen falsche Informationen über die Covid-19-Impfstoffe.
- Punkt 7.3.4 fordert, umfassende und transparente Informationen über die Sicherheit und mögliche Nebenwirkungen der Impfstoffe. In diesem Punkt wird auch eine Regulierung der Sozialen Medien zur Verhinderung der Verbreitung von Misinformation gefordert.
- Punkt 7.3.5 fordert die Inhalte der Verträge mit den Impfstoffherstellern zur Kontrolle durch die Parlamente und die Öffentlichkeit öffentlich und transparent für alle zugänglich zu machen.
- Punkt 7.3.6 regt die Zusammenarbeit mit Nichtregierungsorganisation und anderen örtlichen Initiativen an, um auch marginalisierte Gruppen zu erreichen.
- Punkt 7.3.7 wünscht örtliche Gemeinschaften zu beteiligen und maßgeschneiderte Strategien zu benutzen, um die Annahme der Impfung zu unterstützen.

#### Punkt 7.4
Punkt 7.4 behandelt die Impfung der Kinder.
- Punkt 7.4.1 fordert, bei der schnellen Entwicklung von Covid-19-Impfstoffen für Kinder den Schwerpunkt auf das beste Interesse der Kinder zu legen entsprechend der UN-Kinderrechtskonvention.
- Punkt 7.4.2 mahnt zur Beachtung der Sicherheit, des Nutzens und der Risiken bei Versuchen an Kindern.
- Punkt 7.4.3 fordert, die Wünsche der Kinder zu berücksichtigen und ihr Einverständnis nach einer altersgerechten Information einzuholen.
- Punkt 7.4.4 erwartet die Unterstützung der UNICEF bei der Verteilung der Impfstoffe an diejenigen, die sie am dringendsten brauchen.

#### Punkt 7.5
Punkt 7.5 behandelt die Überwachung und Erforschung der Langzeitwirkungen und der Sicherheit der Covid-19-Impfung.
- Punkt 7.5.1 fordert die internationale Zusammenarbeit und den weltweiten Datenaustausch für die schnelle Entdeckung und Erforschung von unerwünschten Impfnebenwirkungen.
- Punkt 7.5.2 mahnt, dass Impfnachweise ausschließlich zum Beobachten der Impfstoffe und ihrer Nebenwirkungen genutzt werden dürfen.
- Punkt 7.5.3 dringt auf die Beseitigung aller Lücken in der Kommunikation zwischen örtlichen, nationalen und internationalen Autoritäten des öffentlichen Gesundheitssystems.
- Punkt 7.5.4 will Pharmakovigilanz dem Gesundheitswesen näher bringen.
- Punkt 7.5.5 möchte, dass das neue Forschungsgebiet der „Adversomics“ unterstützt wird mit Studien zu verschiedenen individuellen Reaktionen auf die Impfung, basierend auf Unterschieden in der angeborenen Immunität, dem Mikrobiom und der Immungenetik.[1][4]

## Abstimmung
130 Mitglieder der parlamentarischen Versammlung (von 318) nahmen an der Sitzung teil und stimmten ab.
- 115 Mitglieder stimmten für die Resolution.
- 2 Mitglieder stimmten gegen die Resolution.
- 13 Mitglieder enthielten sich der Stimme.

Alle 15 Abgeordneten der deutschsprachigen Länder stimmten mit „Ja“ für die Resolution. Das waren:
- für Deutschland: Norbert Kleinwächter, Frank Schwabe, Andreas Nick, Andrej Hunko, Ulrich Oehme
- für Liechtenstein: Susanne Eberle-Strub
- für Österreich: Petra Bayr, Franz Leonhard Eßl, Reinhold Lopatka
- für die Schweiz: Sibel Arslan, Roland Rino Büchel, Olivier Français, Pierre-Alain Fridez, Marianne Maret, Ada Marra.

Diese 15 Abgeordneten vertraten dabei alle fünf politischen Gruppen der Parlamentarischen Versammlung des Europarates, nämlich: ALDE (3 Abgeordnete), EC/DA (2 Abgeordnete), EPP/CD (4 Abgeordnete), SOC (5 Abgeordnete), UEL (1 Abgeordneter).

## Reaktionen auf die Resolution 2361 in Deutschland
Die Resolution 2361 hat während des Jahres 2021 ein Echo in den verschiedensten deutschen Medien und in den Parlamenten der deutschen Bundesländer hervorgerufen.
Von Gegnern einer Impfpflicht gegen Covid-19 wurden speziell die Punkte 7.3.1 und 7.3.2 der Resolution hervorgehoben:

“7. … The Assembly thus urges member States and the European Union to: … 

7.3. with respect to ensuring a high vaccine uptake: … 

7.3.1. ensure that citizens are informed that the vaccination is not mandatory and that no one
is under political, social or other pressure to be vaccinated if they do not wish to do so;

7.3.2. ensure that no one is discriminated against for not having been vaccinated, due to
possible health risks or not wanting to be vaccinated;”

„7. … Die Parlamentarische Versammlung drängt die Mitgliedsstaaten und die Europäische Union dazu: … 

7.3. mit Bezug auf die Sicherung einer hohen Annahme der Impfung: … 

7.3.1. zu sichern, dass die Bürger darüber informiert werden, dass die Impfung nicht verpflichtend ist und dass niemand unter politischem, sozialem oder anderem Druck steht, sich impfen zu lassen, wenn er das nicht wünscht;

7.3.2. zu sichern, dass niemand diskriminiert wird, wenn er nicht geimpft ist, wegen möglicher Gesundheitsrisiken oder weil er sich nicht impfen lassen will;“

Anfang bis Mitte des Jahres 2021 wurde bei den Antworten auf Anfragen in den Länderparlamenten von den Landesregierungen oft betont, dass es in Deutschland keine Impfpflicht für Covid-19 gibt.
Von Anfang an und besonders ab Mitte des Jahres 2021 wurde betont, dass die Resolution 2361 nicht rechtlich bindend ist, sondern nur den Charakter einer Empfehlung hat.
Die Resolutionen und Konventionen des Europarates werden von den verschiedenen Interessengruppen kontrovers diskutiert. Es gibt sogar Tendenzen, den Europarat als unnötig zu bezeichnen und ihn gänzlich abzuschaffen.
Andererseits äußert sich in Punkt 7.1.6, dass die parlamentarische Versammlung selbst Wirtschaftskriminalität im Zusammenhang mit Impfstoffen und Pharmafirmen befürchtet:

“7. … The Assembly thus urges member States and the European Union to: … 

7.1. with respect to the development of Covid-19 vaccines: … 

7.1.6. pay special attention to possible insider trading by pharmaceutical executives or pharmaceutical companies unduly enriching themselves at public expense, by implementing the recommendations contained in Resolution 2071 (2015) “Public health and the interests of the pharmaceutical industry: how to guarantee the primacy of public health interests?”;”

„7. … Die Parlamentarische Versammlung drängt die Mitgliedsstaaten und die Europäische Union dazu: … 

7.1. mit Bezug auf die Entwicklung von Covid-19-Impfstoffen: … 

7.1.6. besondere Aufmerksamkeit zu widmen dem möglichen Insiderhandel durch pharmazeutische Führungskräfte oder pharmazeutische Unternehmen, die sich auf Kosten der Öffentlichkeit unangemessen bereichern. Dies sollte verhindert werden durch Umsetzung der Empfehlungen der Resolution 2071 (2015) „Öffentliche Gesundheit und die Interessen der pharmazeutischen Industrie: Wie kann die Vorrangstellung der Interessen der öffentlichen Gesundheit gewährleistet werden?“;“